# Остров Пожарево
Остров Пожарево е защитена местност в България. Обхваща площ от 71,0 хектара. Обхваща остров Косуй.
Защитената местност е обявена на 17 юли 1995 г. с цел запазване естествените местообитания на защитени и редки видове птици, включени в Червената книга на България и в списъка на застрашените видове в Европа.
В защитената местност се забранява:
- строителство и всякакви други дейности, които увреждат естествения облик на местността или водния и режим;
- провеждане на горскостопански мероприятия в периода 1 януари – 30 август;
- залесяване с неприсъщи за района видове;
- паша на кози и свине;
- безпокоене, улавяне и опръстеняване на гнездещите птици и взимането на яйцата и малките им;
- провеждане на горскостопански мероприятия за поддържане на дървесната растителност, при максимално осигуряване на биологичните изисквания на видовете по специален устройствен проект, съгласуван с РИОСВ Русе.[1]

Разрешава се ловуване на едър дивеч, както и регулиране числеността на хищниците, в периода 1 септември – 30 декември.
Територията на защитената местност се припокрива със защитената зона от Натура 2000 по директивата за птиците Остров Пожарево.